# Les Blagues juives
Les Blagues juives est une série de bande dessinée.
- Scénario, dessins et couleurs : Philippe de la Fuente

## Albums
- Tome 1 : Mère promise ! (2006)
- Tome 2 : Allez L'Hébreu ! (2008)

## Publication

### Éditeurs
- Delcourt (Collection Humour de rire) : Tome 1 (première édition du tome 1).